# Lê Tự Quốc Thắng
Lê Tự Quốc Thắng (sinh 3/12/1965) là một nhà toán học, giáo sư, tiến sĩ toán học người Việt Nam. Ông từng đạt huy chương vàng tại kỳ thi Olympic Toán học Quốc tế (IMO) lần thứ 23 tại Budapest, Hungary năm 1982 với số điểm tuyệt đối 42/42. Hiện ông đang là giáo sư tại Học viện Công nghệ Georgia, Hoa Kỳ.

## Tiểu sử
Ông sinh năm 1965 tại Huế trong một gia đình có truyền thống về toán, có quê quán tại Điện Thắng, Điện Bàn, Quảng Nam thuộc dòng dõi Lê Tự.Cha là ông GS Lê Tự Hỷ từ Quảng Nam ra Huế làm giảng viên khoa toán tại Đại học Huế, mẹ là bà Đinh Thị Quý Hương là giáo viên dạy toán cấp 3, anh trai là Lê Tự Quốc Hùng giảng viên khoa toán - tin tại trường Đại học Wroclaw (Ba Lan).
Ông học cấp 2 tại Trường Trung học Cơ sở Thống Nhất, Huế.
Từ tháng 9 năm 1979 đến tháng 6 năm 1980 ông vào học chuyên Toán tại trường Quốc học Huế. Sau đó ông chuyển sang học tại lớp chuyên toán trường THPT chuyên Lê Hồng Phong, Thành phố Hồ Chí Minh .
Năm 1982, ông giành huy chương vàng toán tại kì thi toán quốc tế IMO lần thứ 23 với số điểm tuyệt đối 42/42. Sau đó theo học khoa toán tại trường Đại học Tổng hợp Quốc gia Moskva mang tên Lomonosov, Nga. Trong 8 năm học tại đây ông đã 2 lần đoạt giải nhất nghiên cứu khoa học của trường
Năm 1991, ông bảo vệ thành công luận án tiến sĩ chuyên ngành toán hình học tôpô.
Đầu năm 1992, ông công tác tại Viện toán học Steklov, Nga.
Từ tháng 9 năm 1992 đến tháng 3 năm 1994 ông công tác tại Viện Toán học Max - Planck, Bonn, Đức.
Từ tháng 3 năm 1994 đến tháng 8 năm 1997 ông công tác tại Viện Vật lý lý thuyết Trieste, Ý.
Từ tháng 6 năm 1994 ông là giáo sư thỉnh giảng tại Đại học Tokyo.
Từ 1996 đến 1997 ông là thành viên hậu tiến sĩ của Viện nghiên cứu khoa học Toán, Berkeley, California 
Từ 1994 đến 1996 ông là giáo sư trợ lý tại Đại học Bang New York (State University of New York, SUNY) ở Buffalo, New York.
Ông là giáo sư thỉnh giảng tại Đại học Osaka (từ tháng 11 năm 1996), Viện Mittag - Leffler, Thụy Điển (từ tháng 5 năm 1999).
Từ 1999 đến 2003 ông là phó giáo sư tại SUNY, Buffalo.
Ông là giáo sư thỉnh giảng tại Viện nghiên cứu khoa học toán tại Tokyo, Nhật Bản (từ tháng 7 năm 2001 đến tháng 9 năm 2001), Đại học Grenoble  (từ tháng 6 năm 2002), Đại học Paris VII, Pháp (từ tháng 7 năm 2002), Đại học Genève, Thuỵ Sĩ (từ tháng 6 năm 2004 đến tháng 6 năm 2005).
Từ tháng 1 năm 2004 đến nay ông là giáo sư chính thức của Viện Công nghệ Georgia, Hoa Kỳ.

## Đóng góp
Năm 199, ông cùng với 2 giáo sư người Nhật là J. Murakami và T. Ohtsuki đã phát minh ra bất biến lượng tử mang tên Le - Murakami - Ohtsuki mở ra một hướng mới cho ngành lý thuyết bất biến và đa tạp ba chiều, một nội dung kiến thức quan trọng trong toán học topo.
Ông đã cùng với các giáo sư toán Ngô Bảo Châu và Nguyễn Tiến Dũng, cũng đều là các học sinh đã giành huy chương vàng tại các kì thi IMO, đang tích cực kết nối giúp giới toán học Việt Nam có điều kiện giao lưu với nước ngoài để tiếp tục làm toán. Ngoài ra, ông đã liên tục tìm cách giới thiệu, tuyển chọn một số sinh viên Việt Nam qua Mỹ học nghiên cứu sinh ngành toán.
Hàng năm vào dịp hè ông thường về nước và tham gia giảng dạy tại lớp cử nhân tài năng toán Trường Đại học Khoa học Tự nhiên, Đại học Quốc gia Thành phố Hồ Chí Minh. Đặc biệt tại kì thi IMO lần thứ 48 tổ chức tại Hà Nội, ông đã cùng nhiều giáo sư toán học Việt kiều đã về nước tham gia vào công tác chấm thi, tạo ra một kì thi IMO thành công tại Việt Nam.